# Vargem Alta
Vargem Alta é um município brasileiro do estado do Espírito Santo. Sua população em 2022 era de 19.563 habitantes. Está subdividido em cinco distritos: Vargem Alta (sede), Prosperidade, Castelinho, São José de Fruteiras e Jaciguá.

## Geografia
A criação do município se deu através da Lei n° 4.063, de 6 de maio de 1988. A instalação se deu em 1° de janeiro de 1989. O município de origem foi Cachoeiro de Itapemirim. O município de Vargem Alta localiza-se a uma latitude sul de 20°, 40’ e 17" e a uma longitude oeste de Greenwich de 41°, 39’ e 37", possuindo uma área de 417 km², equivalente a 0,91% do território estadual. Limita-se ao norte com o município de Domingos Martins; ao sul, com Itapemirim; a leste, com Rio Novo do Sul e Alfredo Chaves e a oeste, com Cachoeiro de Itapemirim e Castelo.
Distante de Vitória cerca de 136 quilômetros.
Além da sede, com altitude de 620 metros, é compreendido pelo distrito de Castelinho, Jaciguá, Prosperidade e São José de Fruteiras. O relevo apresentado varia de fortemente ondulado a montanhoso, possuindo quedas d’água que formam inúmeras cachoeiras e corredeiras. O ponto mais elevado é a pedra do Canudal, com altitude de 870 metros. As bacias que compõem a paisagem hidrográfica do município são as dos rios Novo e Itapemirim, cujas áreas são de 184 e 233 km², respectivamente, destacando-se como principais rios o Fruteiras e o Novo.
Com relação à caracterização hídrica, temos um período úmido que permite definir a duração da estação chuvosa de 10 meses, sendo parcialmente secos os meses de agosto e setembro. O índice de umidade no verão é de 1,57% e no inverno de 0,92%. Na parte norte é frequente a precipitação de granizo no período compreendido de junho a agosto. A temperatura média das máximas do mês mais quente fica em torno de 30,3 °C e a mínima do mês mais frio fica próxima a 11,5 °C.

## História
No início da colonização portuguesa instalaram-se fazendas escravocratas na região, mas estas foram desativadas antes do início da imigração italiana no século XIX.
A colonização no município se deu com a doação de terras na época do Segundo Império (D. Pedro II). O clima da região fez com que uma parte dos imigrantes italianos da colônia de Rio Novo do Sul iniciasse uma migração interna para a região que compreende hoje os municípios de Vargem Alta, Venda Nova do Imigrante e outros.
Estes imigrantes primeiramente se estabeleceram nas comunidades de São João, Boa Esperança,e Concórdia. E progressivamente foram conquistadas Vargem Alta, Prosperidade, Pombal, São José de Fruteiras e Castelinho.
O município de Vargem Alta é cortado longitudinalmente de norte a sul pela Rodovia ES-164 (Rodovia Geraldo Sartório).
A Estrada de Ferro Leopoldina, pela chamada Linha do Litoral, também cruza o território e foi a responsável em grande parte da história do município pelo seu desenvolvimento e também pela formação dos núcleos populacionais surgidos a partir de sua construção.
No município, mais exatamente da localidade de Prosperidade, foi extraído em 1957 o primeiro bloco de mármore no estado do Espírito Santo, inaugurando a fase de exploração e beneficiamento de rochas ornamentais do Estado.
A emancipação se deu em março de 1988 através de plebiscito onde 87 % da população foi favorável a separação do município de Cachoeiro de Itapemirim.